# Cirkus Fandango
Cirkus Fandango (også kendt som	Circus Fandango) er en norsk dramafilm i sort/hvid fra 1954 instrueret af Arne Skouen. Filmen blev vist ved Filmfestivalen i Cannes 1954
For hans rolle som klovnen Papa modtog Joachim Holst-Jensen i 1954 filmkritikerprisen.

## Medvirkende
- Arne Arnardo – Fandango, chef
- Joachim Holst-Jensen – Papa, klovn
- Ilselil Larsen – Tove
- Toralv Maurstad – Jannik
- Adolf Bjerke – Lægen
- Svein Byhring – Stalddreng
- Anita Ellingsen – Sygeplejerske
- Turid Haaland – Carmen
- Jørgen Henriksen – Stump
- Arvid Nilssen – Snedkeren
- Aud Schønemann
- Alberto Schtirbu – Harmandez
- Tom Tellefsen - Instruktøren
- Einar Vaage – Raskolnikov, staldmester
- Ottar Wicklund – Alfred